# 桜に関連する作品一覧
桜に関連する作品一覧は、桜（植物）に関する作品の一覧である。

## 概要
桜は、古来から日本人に好まれている。

## 国宝・重要文化財
- 国宝　『花下遊楽図屏風』（狩野長信筆） - 6曲1双  紙本着色  安土桃山～江戸時代・17世紀 東京国立博物館蔵
- 国宝　障壁画『桜図』（長谷川久蔵画） - 長谷川久蔵は等伯の息子。智積院蔵

など

## 古典文学
（短歌 ・俳句 は、数か多いのでここでは省略する）
- 『花咲か爺』
- 『花桜折る少将』 - 『堤中納言物語』

など

## 古典および伝統芸能

### 日本古謡
- 『さくらさくら』（明治時代に琴の曲として作られたともいわれる）

### 催馬楽
- 『桜人』（廃絶曲） - 「壱超調の心に桜人遊び給ふ」（源氏物語 椎本）、「上もうたはせ給へ」（増鏡 むら時雨）

### 能・ 狂言
- 『西行桜』 - 桜を人に見立てている
- 『墨染桜』
- 『熊野』 - 花見をする
- 『桜川』 - 満開の桜の下で狂い舞う
- 『俊成忠度』
- 『嵐山』

など

### 歌舞伎・文楽・舞踊
- 『義経千本桜』
- 『助六』
- 清玄桜姫物、鏡山物 - これらはいずれも古くは弥生狂言と称し、旧暦で桜の咲く三月に演じられるのが例であった。
- 『京鹿子娘道成寺』

など

### 箏曲・地歌・端唄・小唄
- 『雪月花』 箏曲 - 三橋検校作曲
- 『桜尽し』 地歌（箏曲） - 佐山検校作曲（桜の品種名を多数詠み込んだ地歌曲）
- 『西行桜』 地歌（箏曲） - 菊崎検校作曲（能「西行桜」に取材した曲。各地の桜の名所をつづったもの）
- 『長等の春』 地歌（箏曲） - 菊岡検校作曲、八重崎検校箏手付（琵琶湖のほとり長等山の桜の景色を描写した曲）
- 『桜川』 地歌（箏曲） 光崎検校作曲（桜の花びらが川面に浮かぶ美しい光景をあらわした曲）
- 『花の縁』 地歌（箏曲） 吉沢検校作曲（安政二年、松坂屋当主の結婚祝いに作曲された華やかな曲）
- 『春の曲』 箏曲 - 吉沢検校作曲（古今和歌集より春の歌六首を選び作曲したもの。うち桜の歌二首）
- 『山桜』 箏曲 - 吉沢検校作曲（新古今和歌集より山桜の歌二首を選び作曲したもの）
- 『新雪月花』 箏曲 - 吉沢検校作曲（新古今和歌集より、雪、月、花の歌一種ずつを選び作曲したもの）
- 『稚児桜』 箏曲 - 菊武検校作曲
- 『さくら変奏曲』- 宮城道雄編曲（「さくらさくら」を箏二部および十七弦の三重奏曲による変奏曲にしたもの）
- 『花紅葉』 箏曲 - 宮城道雄作曲
- 『桜狩』 山田流箏曲 - 山田検校作曲
- 『花の雲』 山田流箏曲 - 山勢検校作曲
- 『桜見よとて』 端唄・小唄
- 『梅は咲いたか』端唄 （「桜はまだかいな」と続く）
- 『葉桜』 小唄
- 『桜狩』 薩摩琵琶
- 『花』（瀧廉太郎）
- 『夜ざくら』 端唄
- 『人をたすくる』 地歌

など

### 落語・講談
- 『花見の仇討』：花見の中で仇討を演じようとするが、同情した本物の武士が加勢に来てしまう。
- 『長屋の花見』
- 『頭山』

など

## 近現代の作品

### 文芸作品
- 『櫻の樹の下には』（梶井基次郎、1928年）
- 『桜の森の満開の下』（坂口安吾、1947年）
- 『桜桃』（太宰治、1948年）
- 『櫻守』（水上勉、1969年）
- 『薄墨の桜』（宇野千代、1979年）
- 『桜の樹の下で』（渡辺淳一、1987年）

など

### 映画
- 1941年『櫻の國』（渋谷実監督、上原謙主演）
- 1954年『桜まつり歌合戦』（西村元男監督、白鳥みづえ主演）
- 1990年『櫻の園』（中原俊監督、中島ひろ子主演）
- 1994年『さくら』（神山征二郎監督、篠田三郎・田中好子主演）
- 2007年

『さくら』（山崎都世子監督、辻景子主演）
『夕凪の街 桜の国』（佐々部清監督、田中麗奈・麻生久美子主演）
- 2008年『櫻の園』（中原俊監督、福田沙紀主演）
- 2011年『津波そして桜』（ルーシー・ウォーカー監督）

など

## 大衆文化・サブカル系
桜は現代でも非常に人気の高い題材である。

### ドラマ
- 1967年『あゝ同期の桜』 （テレビ朝日、西村晃ナレーター）
- 1980年『マリーの桜』 （TBS、かとうかずこ主演）
- 2002年『さくら』（NHK連続テレビ小説、高野志穂主演）
- 2005年『ドラゴン桜』 （TBS、阿部寛主演）

### アニメ
- サクラ大戦シリーズ
- D.C. 〜ダ・カーポ〜シリーズ
- 秒速5センチメートル

### 漫画
- 『櫻の園』（吉田秋生）
- 『さくら前線』（おおばやしみゆき）
- 『さくら前線』 (たておか夏希）
- 『ドラゴン桜』（三田紀房）
- 『さくらんぼ。』（芳原のぞみ）
- 『夕凪の街 桜の国』（こうの史代）

### 音楽
近年の桜を題材にしたポピュラー音楽は桜ソングとしても知られる。

#### 流行歌
- 1926年『深山のさくら』（西條八十）
- 1928年『朝日に匂う桜花』（本間雅晴）
- 1934年『さくら音頭』（小唄勝太郎）
- 1934年

『さくらおけさ』（美ち奴）
『桜かっぽれ』（伊藤松雄）
- 1935年『咲いた桜に』（日本橋きみ栄）
- 1937年『さくら道成寺』（三門順子）
- 1938年『桜散る頃』（服部富子）
- 1945年『同期の桜』（内田栄一）、（鶴田浩二）
- 1948年『さくらブギウギ』（笠置シヅ子）
- 1963年『ポトマックの桜』（美空ひばり）

## 外国の作品
- 『桜の園』（チェーホフ／ロシア）：戯曲。1904年初演。